# Damián Bariš
Damián Bariš (* 9. prosince 1994 Trenčín) je slovenský fotbalový záložník. Od sezony 2018/19 působí ve Zbrojovce Brno.

## Klubová kariéra
Svoji fotbalovou kariéru začal v FK AS Trenčín, kde prošel všemi mládežnickými kategoriemi. V roce 2013 se propracoval do prvního týmu. V srpnu 2014 zamířil na hostování do AFC Nové Mesto nad Váhom. V ročníku 2014/15 Trenčín získal mistrovský titul, na kterém se hráč částečně podílel. Ve slovenské lize hrál také za MFK Skalica a FC ViOn Zlaté Moravce.
Od sezony 2018/19 je hráčem FC Zbrojovka Brno.